# Флаг Сен-Пьера и Микелона
Официальным флагом Сен-Пьер и Микелона, как заморской территории Франции, является французский триколор.
На неофициальном флаге изображён корабль «Гранд-Эрмин» на котором 15 июня 1536 года Жак Картье подошёл к острову Сен-Пьер. Три флага, размещённые у древка, символически показывают происхождение большинства жителей островов (сверху вниз) — баски (флаг Страны Басков), бретонцы (флаг Бретани) и норманны. Флаг разработан в 1982 году, автор — Андре Патюрель.